# Ōe no Yoshitoki
Ōe no Yoshitoki (大江嘉言?   ¿? - ¿1009?) fue un poeta japonés que vivió a mediados de la era Heian. Su bisabuelo fue Ōe no Safuru y su padre fue Ōe no Nakanobu. Parte de su vida se convirtió en miembro del clan Yuge, pero después vuelve a formar parte del clan Ōe. Es considerado uno de los treinta y seis poetas que conforman la lista antológica del Chūko Sanjūrokkasen.
En 992 comenzó a estudiar composición poética. En 1009 fue nombrado gobernador de la provincia de Tsushima y se cree que falleció en ese lugar poco después.
Participó en varios concursos de waka en 993 y 1003. Tuvo relaciones artísticas con el monje Nōin, Fujiwara no Nagatō y Minamoto no Michinari. Hizo una colección personal de poemas en el Ōe no Yoshitoki-shū (大江嘉言集?). 31 poemas fueron incluidos en las diferentes antologías imperiales, a partir del Shūi Wakashū.